# シモン・ロエ
シモン・ロエ（Simon Lohet（またはLoxhay）, 1550年以前 - 1611年7月5日）は、フランドル、後にドイツで活動した音楽家。ロエは、鍵盤フーガ作曲に於ける、初期の代表的な音楽家の一人である。
ロエの一族はリエージュのオルガン奏者を務めており、ロエ自身もリエージュ周辺で生まれたと考えられている。ロエは、ヴュルテンベルク宮廷のオルガン奏者ウツ・シュタイグレーダーとH.F.フリースの補佐を務め、1571年、その後任オルガン奏者に就任した。同宮廷の礼拝堂の責任者も兼ねていたと考えられている。教師としても活動しており、息子のルードヴィヒ（1594年から、父シモンの助手。）とアダム・シュタイグレーダーを教えている。ロエは、1570年にネーデルラントへ、1581年にヴェネツィアへ、楽器の買付けと当地の音楽蒐集のために旅している。そして1611年の夏、シュトゥットガルトで没した。
小規模なフーガが20曲、声楽曲の鍵盤編曲が数曲伝わっている。校訂譜にCorpus of Early Keyboard Music 25、Orgel-Tabulatur von JohannWoltz　Heft 4などがある。